# Le Pin (Seine-et-Marne)
Pour les articles homonymes, voir Le Pin.
Le Pin est une commune française située dans le département de Seine-et-Marne en région Île-de-France.

## Géographie

### Localisation
Le Pin est situé à 5 kilomètres au nord-est de Chelles.

### Communes limitrophe
| Villeparisis | Villeparisis | Claye-Souilly        |
| Courtry      | Pin          | Villevaudé           |
| Chelles      | Chelles      | Brou-sur-Chantereine |

### Géologie et relief
La commune est classée en zone de sismicité 1, correspondant à une sismicité très faible.
L'altitude varie de 49 mètres à 135 mètres pour le point le plus haut , le centre du bourg se situant à environ 75 mètres d'altitude (mairie).

### Hydrographie

#### Réseau hydrographique

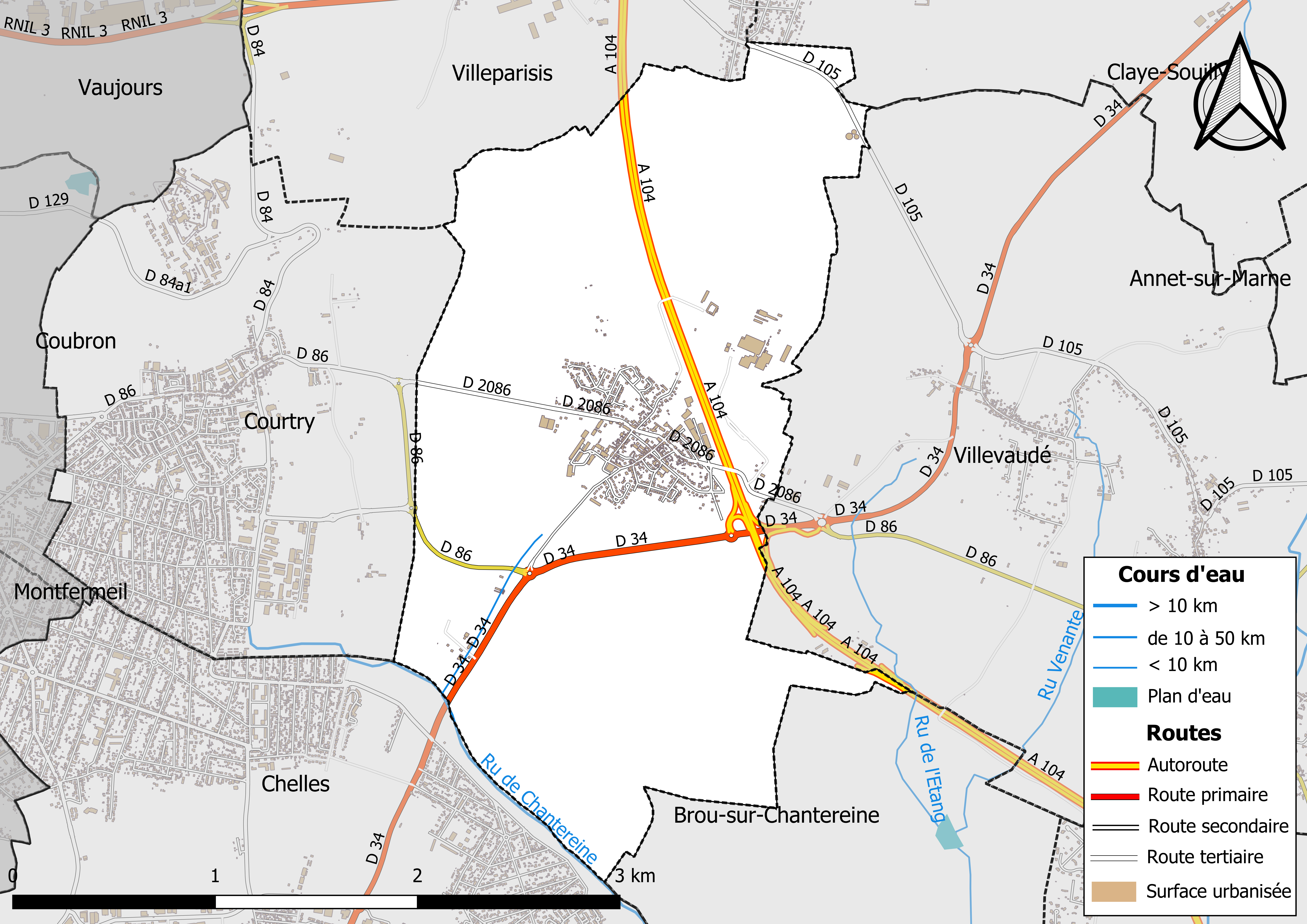
Carte des réseaux hydrographique et routier du Pin.

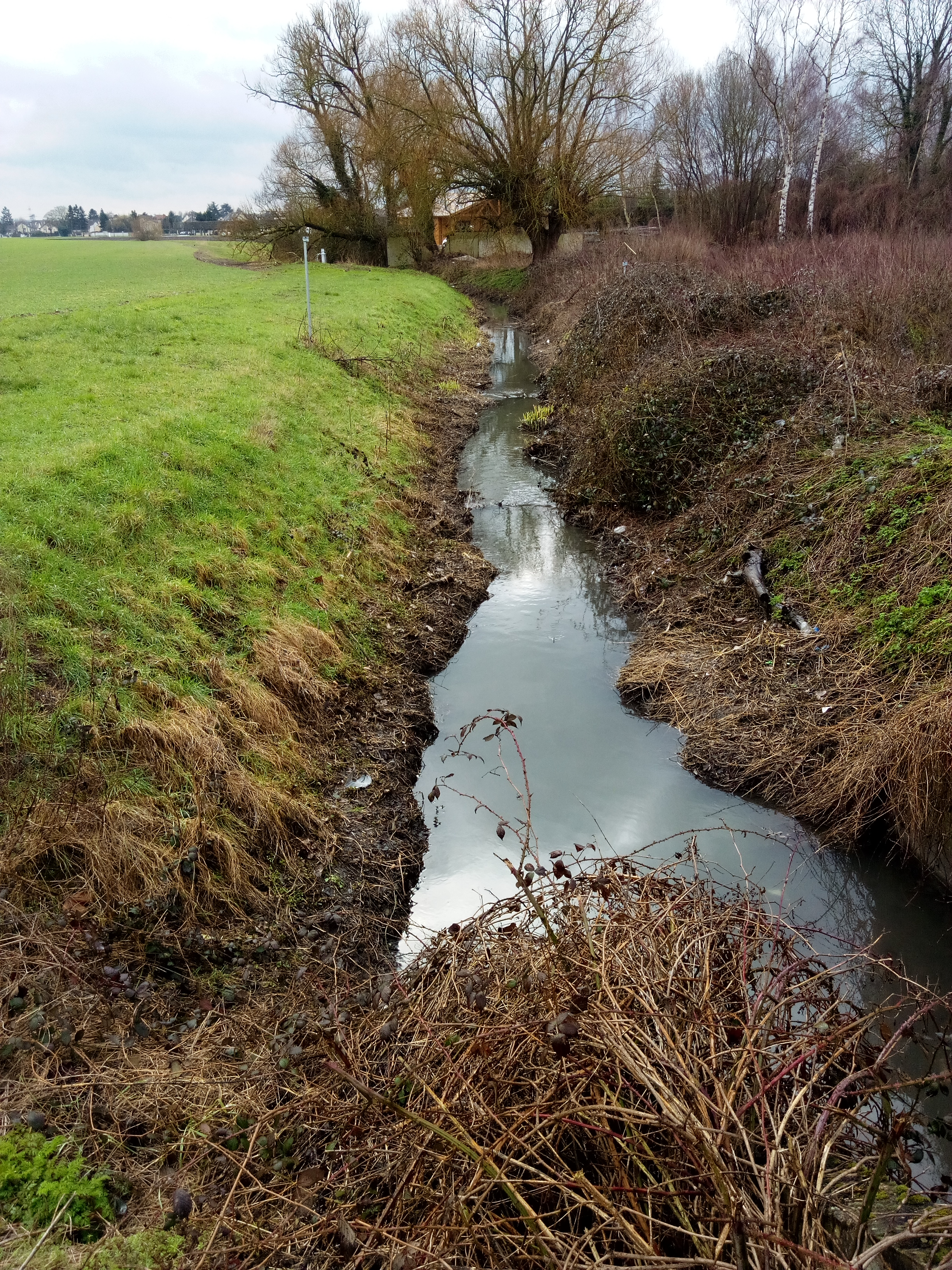
Le ru de Chantereine en limite de la commune de Chelles.

Le réseau hydrographique de la commune se compose de  trois cours d'eau :
- le ru de Chantereine, long de 7,38 km[3], à la limite sud de la commune, appelé aussi le « ruisseau de Chelles », affluent de la Marne ;
  - le fossé 01 de la Féculerie, long de 0,96 km[4], qui conflue avec le ru de Chantereine ;
- le ru de l'étang, long de 2,42 km[Note 1], à la pointe est de la commune[5].

Par ailleurs, son territoire est également traversé par l'aqueduc de la Dhuis.
La longueur totale des cours d'eau sur la commune est de 4,63 km.

#### Gestion des cours d'eau
Afin d’atteindre le bon état des eaux imposé par la Directive-cadre sur l'eau du 23 octobre 2000, plusieurs outils de gestion intégrée s’articulent à différentes échelles : le SDAGE, à l’échelle du bassin hydrographique, et le SAGE, à l’échelle locale. Ce dernier fixe les objectifs généraux d’utilisation, de mise en valeur et de protection quantitative et qualitative des ressources en eau superficielle et souterraine. Le département de Seine-et-Marne est couvert par six SAGE, au sein du bassin Seine-Normandie.
La commune fait partie du SAGE « Marne Confluence », approuvé le 2 janvier 2018. Le territoire de ce SAGE couvre la partie aval du bassin versant de la Marne à cheval sur les départements de Seine-et-Marne, de Seine-Saint-Denis et du Val-de-Marne. Au total, ce sont 52 communes qui sont concernées, pour une superficie de 270 km2. Le pilotage et l’animation du SAGE  sont assurés par le syndicat Marne Vive, qualifié de « structure porteuse », un syndicat mixte  créé en 1993.

### Climat
Pour des articles plus généraux, voir Climat de l'Île-de-France et Climat de Seine-et-Marne.
En 2010, le climat de la commune est de type climat océanique dégradé des plaines du Centre et du Nord, selon une étude du CNRS s'appuyant sur une série de données couvrant la période 1971-2000. En 2020, Météo-France publie une typologie des climats de la France métropolitaine dans laquelle la commune est exposée à un climat océanique altéré et est dans la région climatique Sud-ouest du bassin Parisien, caractérisée par une faible pluviométrie, notamment au printemps (120 à 150 mm) et un hiver froid (3,5 °C).
Pour la période 1971-2000, la température annuelle moyenne est de 11,2 °C, avec une amplitude thermique annuelle de 15,2 °C. Le cumul annuel moyen de précipitations est de 708 mm, avec 10,4 jours de précipitations en janvier et 7,9 jours en juillet. Pour la période 1991-2020, la température moyenne annuelle observée sur la station météorologique la plus proche, située sur la commune de Torcy à 7 km à vol d'oiseau, est de 12,1 °C et le cumul annuel moyen de précipitations est de 716,4 mm,. Pour l'avenir, les paramètres climatiques de la commune estimés pour 2050 selon différents scénarios d'émission de gaz à effet de serre sont consultables sur un site dédié publié par Météo-France en novembre 2022.

### Milieux naturels et biodiversité

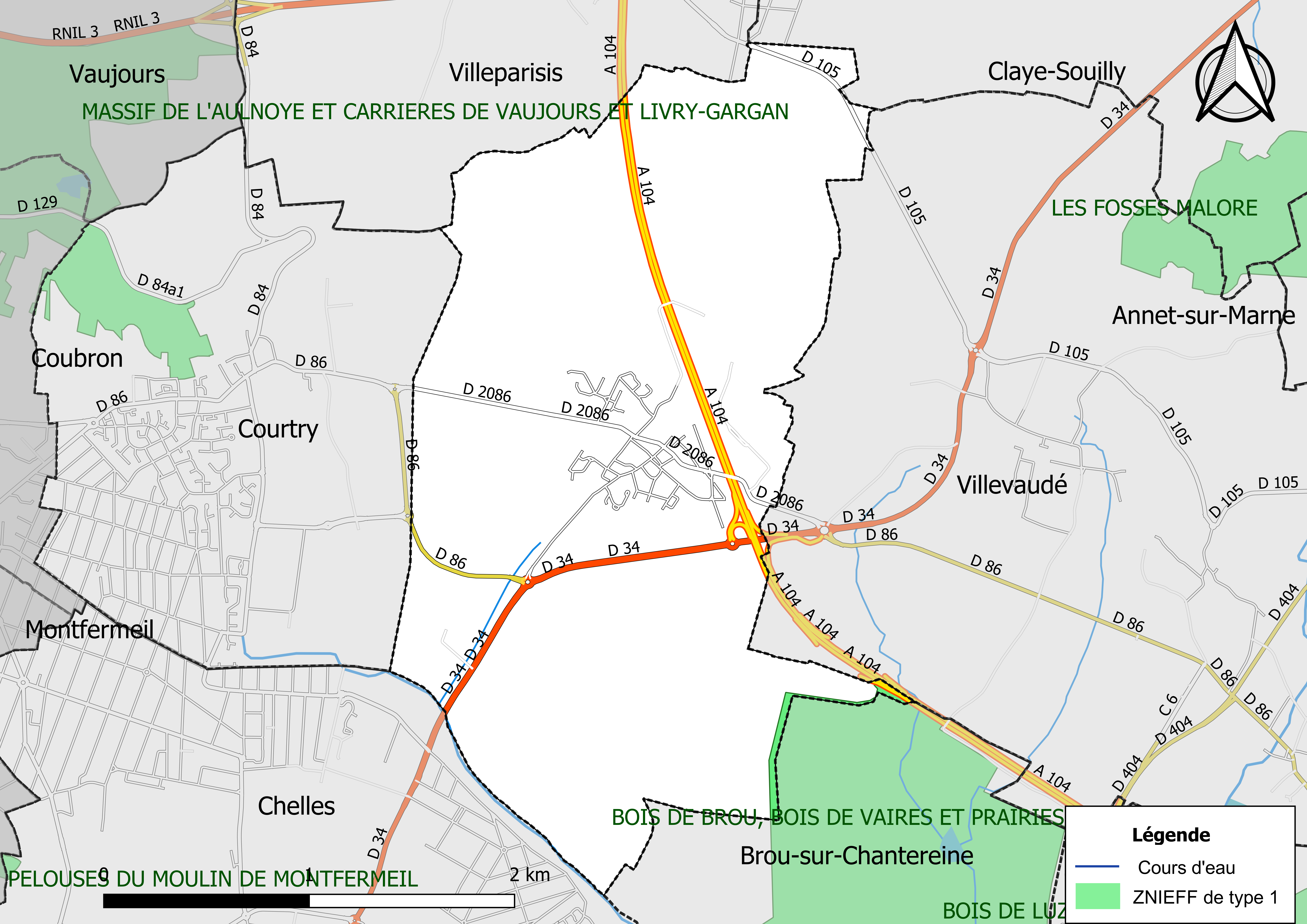
Carte des ZNIEFF de type 1 localisées sur la commune.

L’inventaire des zones naturelles d'intérêt écologique, faunistique et floristique (ZNIEFF) a pour objectif de réaliser une couverture des zones les plus intéressantes sur le plan écologique, essentiellement dans la perspective d’améliorer la connaissance du patrimoine naturel national et de fournir aux différents décideurs un outil d’aide à la prise en compte de l’environnement dans l’aménagement du territoire.
Le territoire communal duPin comprend une ZNIEFF de type 1,,, 
les « Bois de Brou, bois de Vaires et prairies associées » (396,83 ha), couvrant 5 communes du département.

## Urbanisme

### Typologie
Au 1er janvier 2024, Le Pin est catégorisée ceinture urbaine, selon la nouvelle grille communale de densité à sept niveaux définie par l'Insee en 2022.
Elle appartient à l'unité urbaine de Villevaudé, une agglomération intra-départementale regroupant deux  communes, dont elle est une commune de la banlieue,,. Par ailleurs la commune fait partie de l'aire d'attraction de Paris, dont elle est une commune de la couronne,. Cette aire regroupe 1 929 communes,.

### Occupation des sols
L'occupation des sols de la commune, telle qu'elle ressort de la base de données européenne d’occupation biophysique des sols Corine Land Cover (CLC), est marquée par l'importance des territoires agricoles (66,5 % en 2018), en diminution par rapport à 1990 (67,5 %). La répartition détaillée en 2018 est la suivante : 
terres arables (63,1% ), mines, décharges et chantiers (10,2% ), zones urbanisées (9% ), forêts (7,8% ), milieux à végétation arbustive et/ou herbacée (4,2% ), prairies (3,4% ), espaces verts artificialisés, non agricoles (2,3 %).
Parallèlement, L'Institut Paris Région, agence d'urbanisme de la région Île-de-France, a mis en place un inventaire numérique de l'occupation du sol de l'Île-de-France, dénommé le MOS (Mode d'occupation du sol), actualisé régulièrement depuis sa première édition en 1982. Réalisé à partir de photos aériennes, le Mos distingue les espaces naturels, agricoles et forestiers mais aussi les espaces urbains (habitat, infrastructures, équipements, activités économiques, etc.) selon une classification pouvant aller jusqu'à 81 postes, différente de celle de Corine Land Cover,,. L'Institut met également à disposition des outils permettant de visualiser par photo aérienne l'évolution de l'occupation des sols de la commune entre 1949 et 2018.

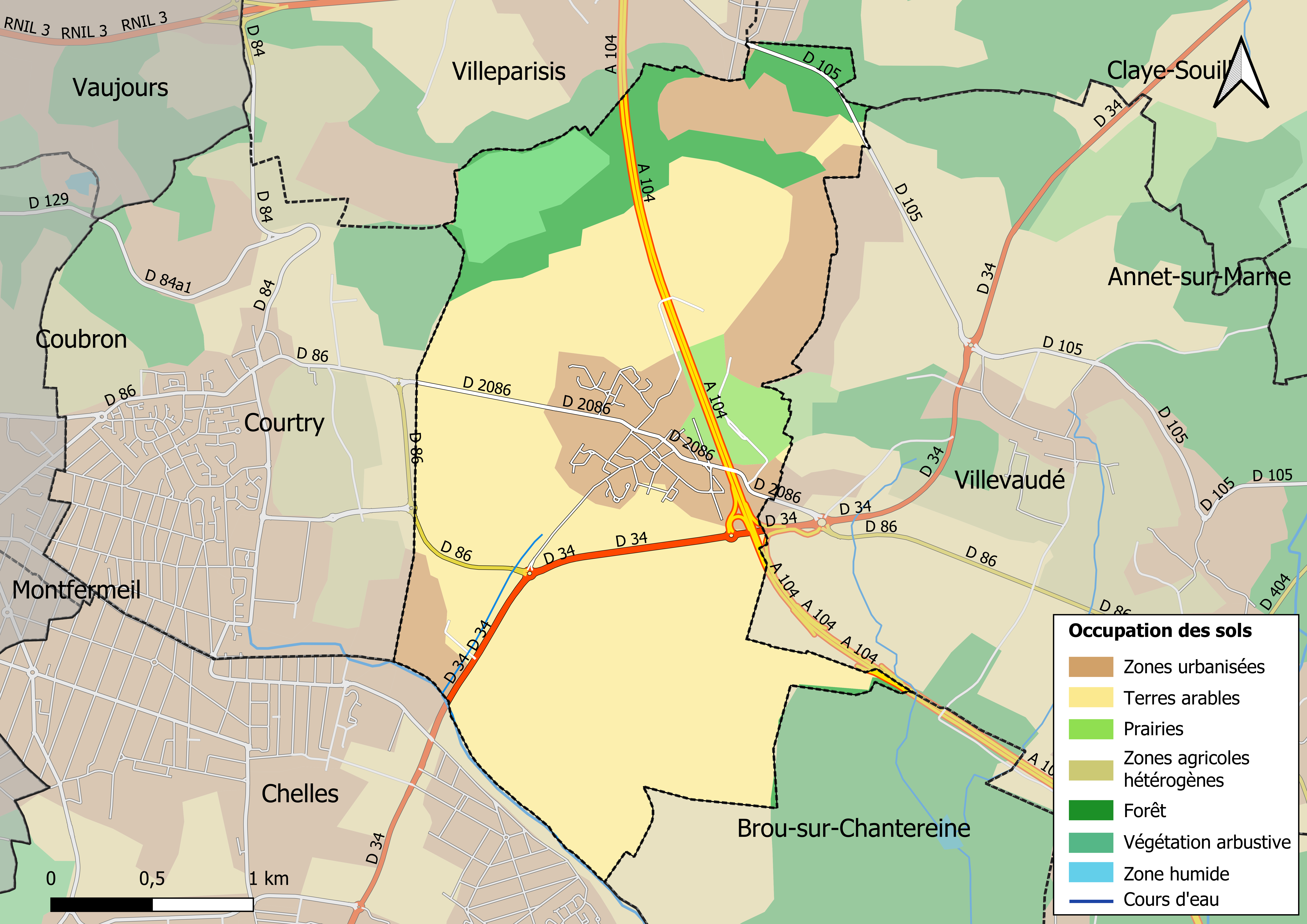
Carte des infrastructures et de l'occupation des sols en 2018 (CLC) de la commune.
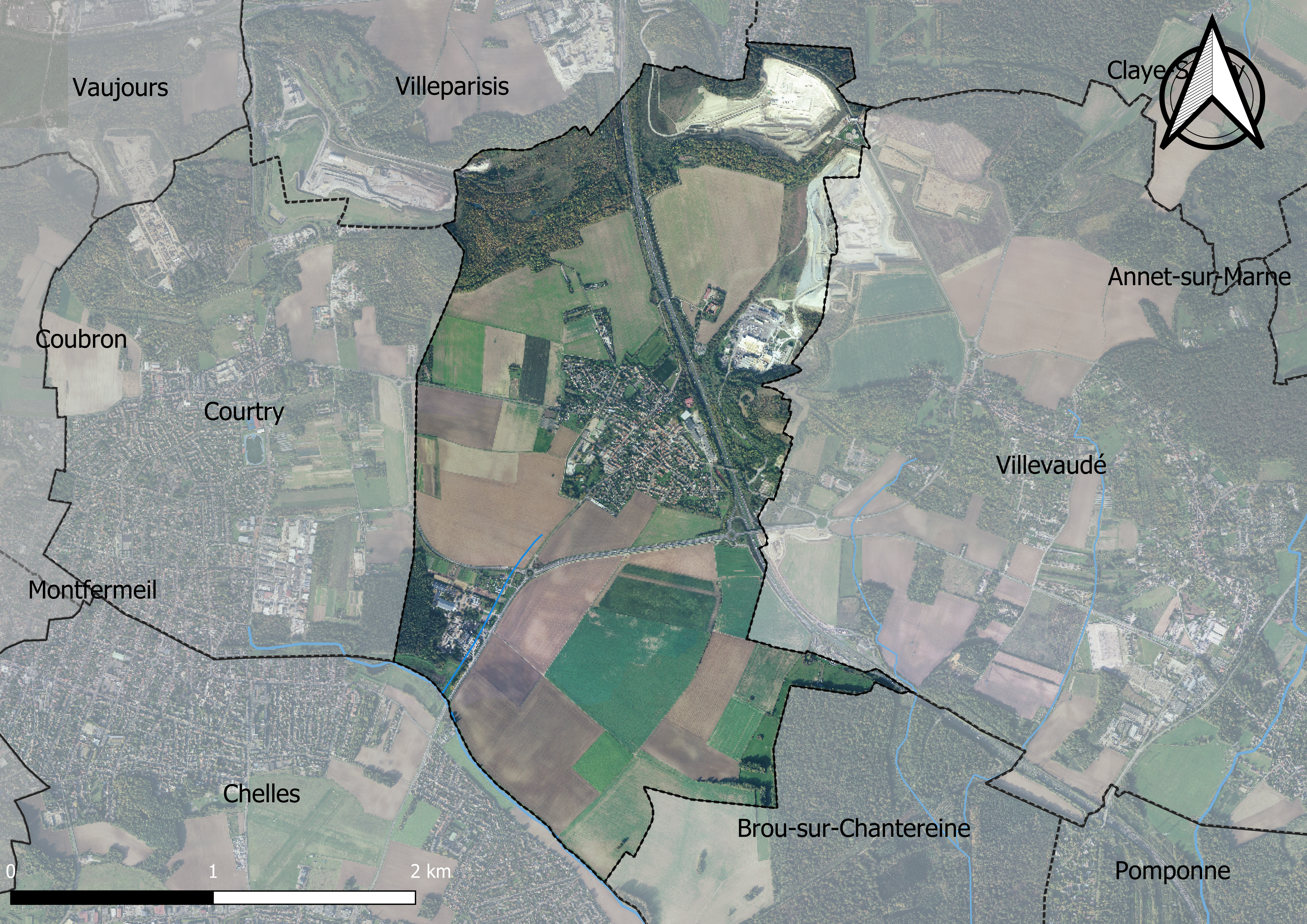
Carte orhophotogrammétrique de la commune.

### Planification
La loi SRU du 13 décembre 2000 a incité les communes à se regrouper au sein d’un établissement public, pour déterminer les partis d’aménagement de l’espace au sein d’un SCoT, un document d’orientation stratégique des politiques publiques à une grande échelle et à un horizon de 20 ans et s'imposant aux documents d'urbanisme locaux, les PLU (Plan local d'urbanisme). La commune est dans le territoire du SCOT Roissy Pays de France, approuvé le 19 décembre 2019 et porté par la communauté d’agglomération Roissy Pays de France.
La commune disposait en 2019 d'un plan local d'urbanisme en révision. Le zonage réglementaire et le règlement associé peuvent être consultés sur le Géoportail de l'urbanisme.

### Lieux-dits et écarts
La commune compte 65 lieux-dits administratifs répertoriés consultables ici (source : le fichier Fantoir) dont la Féculerie, Courgain.

### Logement
En 2013, le nombre total de logements dans la commune était de 547 (dont 73,1 % de maisons et 26,7 % d’appartements).
Parmi ces logements, 94 % étaient des résidences principales, 0,2 % des résidences secondaires et 5,9 % des logements vacants.
La part des ménages propriétaires de leur résidence principale s’élevait à 80,5 %.

### Voies de communication et transports
La commune est desservie par le réseau de bus Apolo 7 qui permet notamment de rejoindre la gare de Chelles.
Le village est situé à proximité d'un accès à la Francilienne (A104), qui permet de rejoindre rapidement Marne-la-Vallée et l'aéroport Roissy - Charles-de-Gaulle par voie autoroutière.

## Toponymie
- Formes anciennes : Villa que dicitur Pinus en 1126, Pinus vers 1150, Apud Pinum en 1216, Le Pin lez Montjay en 1466, Le Pain en 1642, Le Pin près Lagny en 1734[30], Le Pain près Chelles en 1756[31].
- Le Pin tirerait son nom du latin pinus, celui d'un pin que Charles III de Taillebourg offrit à sa femme lors de leur mariage (origine incertaine).

## Histoire
La première mention connue de l'existence du village date de 1126. Au XIVe siècle, la seigneurie est la propriété de Miles de Dormans puis est acquise par la famille d'Orgemont. Elle reste en leur possession jusqu'au XVIe siècle. Elle passe ensuite aux mains des Angennes.
François d'Angennes fait édifier un château, détruit après la Révolution. Un nouveau château est bâti au cours de la première moitié du XIXe siècle au même emplacement mais fut lui-même rasé en 1971. Pendant la guerre de 1870-1871, la commune est comme toute la région dévastée et pillée.
À partir du milieu du XXe siècle, le village devient progressivement une commune urbaine avec l'extension de l'agglomération parisienne. Les exploitations agricoles les plus modestes disparaissent et sont reconverties en logements, des lotissements sont construits et des infrastructures sont créées ou modifiées. La Francilienne traverse le territoire de la commune depuis les années 1980.
À la fin du XXe siècle, il ne subsiste plus que trois exploitations agricoles encore en activité.

## Politique et administration

### Rattachements administratifs et électoraux
La commune était intégrée depuis 1994 à l'arrondissement de Torcy, qui avait succédé à l'arrondissement de Meaux du département de Seine-et-Marne.
Afin de faire coïncider les limites d'arrondissement et celles des intercommunalités, elle intègre le 1er janvier 2018 l'arrondissement de Meaux.
Pour l'élection des députés, elle fait partie de la septième circonscription de Seine-et-Marne.
Elle faisait partie depuis 1793 du canton de Claye-Souilly. Dans le cadre du redécoupage cantonal de 2014 en France, elle est désormais intégrée au canton de Villeparisis.

### Intercommunalité
La commune, jusqu'alors restée isolée, fait partie depuis 2013 de la communauté de communes Plaines et Monts de France.

### Politique locale
Les élections municipales de 2014 ont été annulées par un arrêt rendu par le Conseil d'État le 3 décembre 2014, à la demande du maire battu, Jean-Paul Pasco-Labarre, en raison d'irrégularités commises par la liste se réclamant du Front national, sans toutefois bénéficier de l'investiture de ce parti, et du très faible écart de deux voix séparant les deux listes arrivées en tête. De nouvelles élections municipales ont donc été organisées le 8 mars 2015 et ont vu le succès de la liste du maire invalidé, Sylvie Fassier.
Toutefois, le premier adjoint Gérald Beauger (SE) est entré en dissidence, critiquant un manque de concertation du maire dans la prise de décision ou une « gestion financière litigieuse », entraînant la démission de 9 des 15 conseillers municipaux,. De ce fait, des élections municipales sont organisées les 5 et 12 mars 2017 afin d'élire un nouveau conseil municipal. Sylvie Fassier renonce a y être candidate. Au second tour, la liste de Lydie Wallez (SE) recueille 394 voix (53,1 %), contre 348 voix (46,9 %) pour Gérald Beauger (SE), la liste de Natacha Polidori (DVD), de l'équipe de l'ancien maire, ne s'étant pas maintenue.

### Élections nationales
- Élection présidentielle de 2017[42] : 33,77 % pour Emmanuel Macron (REM), 34,25 % pour Marine Le Pen (FN), 78,40 % de participation.

### Liste des maires
| Période       | Période       | Identité                | Étiquette | Qualité                                           |
| ------------- | ------------- | ----------------------- | --------- | ------------------------------------------------- |
| 1900          | 1933          | Edmond Delacourt        | Rad.      | Conseiller général de Claye-Souilly (1919 → 1928) |
| 1987          | 29 mars 2014  | Jean-Paul Pasco-Labarre | DVG       |                                                   |
| 29 mars 2014, | décembre 2014 | Sylvie Fassier          | DVD       | Consultante                                       |
| 13 mars 2015  | 18 mars 2017  | Sylvie Fassier          | LR        | Consultante                                       |
| 18 mars 2017  | En cours      | Lydie Wallez            | DVG       |                                                   |

### Politique environnementale
Un diagnostic est en cours en vue de la mise en place d'un Agenda 21 local[Quand ?][réf. nécessaire].

## Équipements et services

### Eau et assainissement
L’organisation de la distribution de l’eau potable, de la collecte et du traitement des eaux usées et pluviales relève des communes. La loi NOTRe de 2015 a accru le rôle des EPCI à fiscalité propre en leur transférant cette compétence. Ce transfert devait en principe être effectif au 1er janvier 2020, mais la loi Ferrand-Fesneau du 3 août 2018 a introduit la possibilité d’un report de ce transfert au 1er janvier 2026,.

#### Assainissement des eaux usées
En 2020, la gestion du service d'assainissement collectif de la commune du Pin est assurée par le syndicat interdépartemental pour l'assainissement de l'agglomération parisienne (SIAAP) pour le transport et la dépollution,,.
L’assainissement non collectif (ANC) désigne les installations individuelles de traitement des eaux domestiques qui ne sont pas desservies par un réseau public de collecte des eaux usées et qui doivent en conséquence traiter elles-mêmes leurs eaux usées avant de les rejeter dans le milieu naturel. La communauté de communes Plaines et monts de France (CCPMF) assure pour le compte de la commune le service public d'assainissement non collectif (SPANC), qui a pour mission de vérifier la bonne exécution des travaux de réalisation et de réhabilitation, ainsi que le bon fonctionnement et l’entretien des installations. Cette prestation est déléguée à l'entreprise Suez, dont le contrat arrive à échéance le 5 juin 2020,.

#### Eau potable
En 2020, l'alimentation en eau potable est assurée par le SMAEP de la région de Lagny-sur-Marne qui en a délégué la gestion à l'entreprise Veolia, dont le contrat expire le 1er janvier 2026,,.

## Population et société

### Démographie
L'évolution du nombre d'habitants est connue à travers les recensements de la population effectués dans la commune depuis 1793. Pour les communes de moins de 10 000 habitants, une enquête de recensement portant sur toute la population est réalisée tous les cinq ans, les populations de référence des années intermédiaires étant quant à elles estimées par interpolation ou extrapolation. Pour la commune, le premier recensement exhaustif entrant dans le cadre du nouveau dispositif a été réalisé en 2004.

En 2022, la commune comptait 1 528 habitants, en évolution de +8,6 % par rapport à 2016 (Seine-et-Marne : +3,92 %, France hors Mayotte : +2,11 %).
| 1793 | 1800 | 1806 | 1821 | 1831 | 1836 | 1841 | 1846 | 1851 |
| ---- | ---- | ---- | ---- | ---- | ---- | ---- | ---- | ---- |
| 377  | 429  | 440  | 383  | 367  | 434  | 377  | 388  | 403  |

| 1856 | 1861 | 1866 | 1872 | 1876 | 1881 | 1886 | 1891 | 1896 |
| ---- | ---- | ---- | ---- | ---- | ---- | ---- | ---- | ---- |
| 418  | 453  | 502  | 412  | 404  | 415  | 435  | 402  | 411  |

| 1901 | 1906 | 1911 | 1921 | 1926 | 1931 | 1936 | 1946 | 1954 |
| ---- | ---- | ---- | ---- | ---- | ---- | ---- | ---- | ---- |
| 414  | 423  | 409  | 422  | 463  | 510  | 497  | 409  | 506  |

| 1962 | 1968 | 1975 | 1982 | 1990 | 1999  | 2004  | 2006  | 2009  |
| ---- | ---- | ---- | ---- | ---- | ----- | ----- | ----- | ----- |
| 613  | 628  | 609  | 770  | 952  | 1 069 | 1 124 | 1 187 | 1 185 |

| 2014  | 2019  | 2022  | - | - | - | - | - | - |
| ----- | ----- | ----- | - | - | - | - | - | - |
| 1 422 | 1 568 | 1 528 | - | - | - | - | - | - |

### Enseignement
Le Pin dispose de l’école primaire publique Étienne Martin, située 4 rue de Courtry, 77181 Le Pin.
Cet établissement public, inscrit sous le code UAI (Unité administrative immatriculée ) 0770200Z , comprend 143 élèves (chiffre du Ministère de l'Éducation nationale).
Il dispose d’un restaurant scolaire.
La commune dépend de l'Académie de Créteil ; pour le calendrier des vacances scolaires, Le Pin est en zone C.

### Sports
La commune dispose d'un terrain de football stabilisé, d'un terrain de tennis, d'une salle polyvalente et d'un gymnase.
Un cercle hippique est situé dans la commune du Pin, au centre de l'agglomération. Son nom est Cercle hippique du Pin, mais ses adhérents disent seulement C.H.P.
Les adhérents ne viennent pas seulement de la commune du Pin, mais également de Chelles, Claye-Souilly, Montfermeil, etc.
Le cercle hippique héberge une cinquantaine de chevaux et dispose de deux manèges et d'une carrière.

## Économie
- Deux zones d’activités.

### Revenus de la population et fiscalité
Le nombre de ménages fiscaux en 2013 était de 534 et la  médiane du revenu disponible par unité de consommation  de 24 412 €.

### Emploi
En 2014, le nombre total d’emploi au lieu de travail était de 337.
Le taux d’activité de la population âgée de 15 à 64 ans s'élevait à  78,5 % contre un taux de chômage de 6,7 %.

### Entreprises et commerces
En 2015, le nombre d’établissements actifs était de 150 dont 3 dans l’agriculture-sylviculture-pêche, 11 dans l'industrie, 33 dans la construction, 90 dans le commerce-transports-services divers et 13 étaient relatifs au secteur administratif.
Cette même année, 14 entreprises ont été créées, dont 7 par des auto-entrepreneurs.

### Secteurs d'activité

#### Agriculture
Le Pin est dans la petite région agricole dénommée la « Goële et Multien », regroupant deux petites régions naturelles, respectivement la Goële et le pays de Meaux (Multien). En 2010, l'orientation technico-économique de l'agriculture sur la commune est la culture de céréales et d'oléoprotéagineux (COP).
Si la productivité agricole de la Seine-et-Marne se situe dans le peloton de tête des départements français, le département enregistre un double phénomène de disparition des terres cultivables (près de 2 000 ha par an dans les années 1980, moins dans les années 2000) et de réduction d'environ 30 % du nombre d'agriculteurs dans les années 2010. Cette tendance se retrouve au niveau de la commune où le nombre d’exploitations est passé de 12 en 1988 à 4 en 2010. Parallèlement, la taille de ces exploitations augmente, passant de 41 ha en 1988 à 85 ha en 2010.
Le tableau ci-dessous présente les principales caractéristiques des exploitations agricoles duPin, observées sur une période de 22 ans : 
|                                      | 1988 | 2000 | 2010 |
| ------------------------------------ | ---- | ---- | ---- |
| Dimension économique,                |      |      |      |
| Nombre d’exploitations (u)           | 12   | 6    | 4    |
| Travail (UTA)                        | 19   | 7    | 7    |
| Surface agricole utilisée (ha)       | 489  | 351  | 339  |
| Cultures                             |      |      |      |
| Terres labourables (ha)              | 472  | 334  | 328  |
| Céréales (ha)                        | 347  | 247  | s    |
| dont blé tendre (ha)                 | 213  | 144  | 144  |
| dont maïs-grain et maïs-semence (ha) | 53   | 49   | 26   |
| Tournesol (ha)                       | s    |      |      |
| Colza et navette (ha)                | 42   | s    | s    |
| Élevage                              |      |      |      |
| Cheptel (UGBTA)                      | 50   | 8    | 70   |

## Culture locale et patrimoine

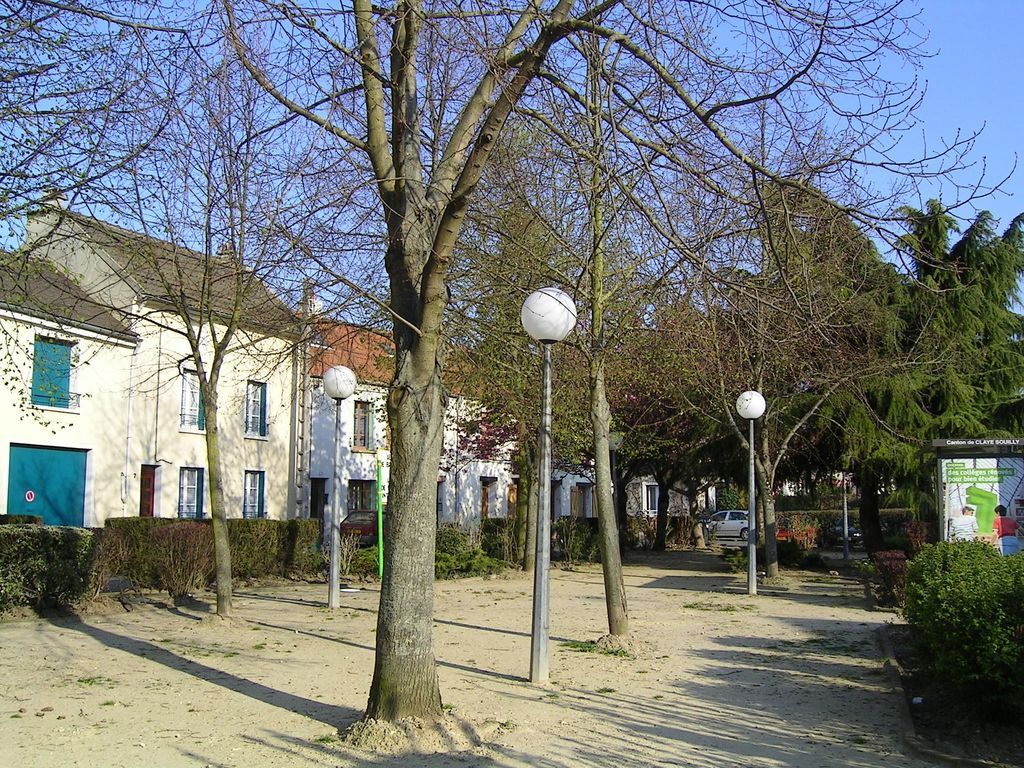
La place du village.

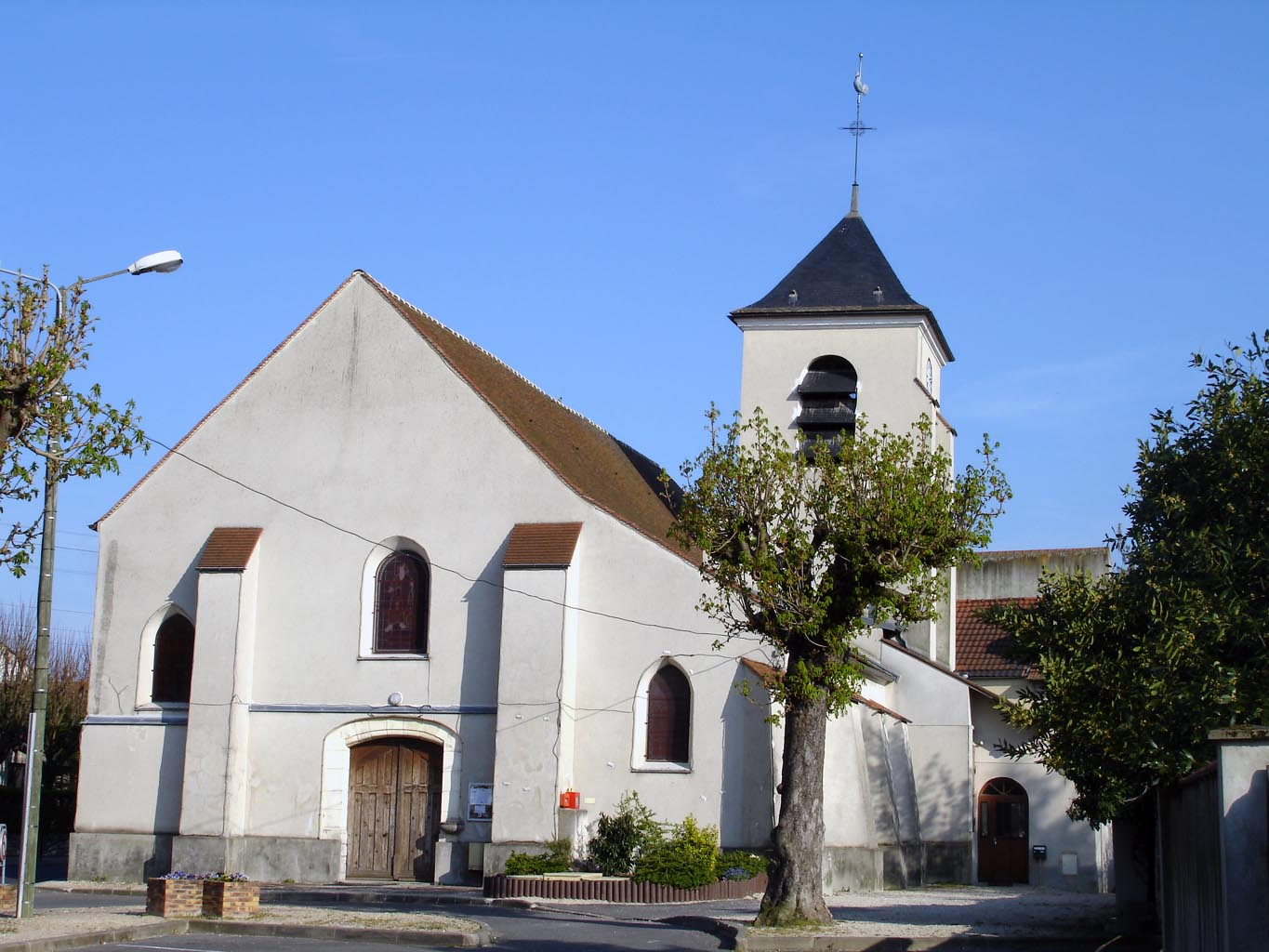
L'église Saint-Antoine.

### Lieux et monuments
- Église Saint-Antoine (XVIIe siècle) 48° 54′ 53″ N, 2° 37′ 50″ E ;
- Mairie-école inaugurée en 1935. Depuis, la classe des garçons est devenue le secrétariat et la classe des filles la bibliothèque municipale ;
- Ferme de Courgain, maison forte (XIVe siècle) 48° 54′ 59″ N, 2° 37′ 49″ E ;
- Aqueduc de la Dhuis, parcouru par le GR 14A.

### Personnalités liées à la commune
- Charles Numa (1850-1888), acteur parisien mort au Pin où il possédait une maison de campagne.

### Héraldique
|  | Les armes de la ville se blasonnent ainsi : D’azur au pin d’or sur un tertre du même, au chef d’argent chargé d’une aigle bicéphale de sable accostée de deux fraises de gueules feuillées de sinople. |